# Nederländska Antillerna
Nederländska Antillerna (nederländska: Nederlandse Antillen) var 1954–2010 ett autonomt land i Västindien, associerad med Nederländerna. Huvudstad var Willemstad på Curaçao.
Nederländska Antillerna skulle ursprungligen upphöra som enhet 15 december 2008, men detta sköts upp till 10 oktober 2010. Enligt en överenskommelse från 2004 har två av öarna – Curaçao och Sint Maarten – erhållit status som autonoma länder inom Konungariket Nederländerna, samma status som Aruba redan tidigare haft. De övriga tre – Bonaire, Saba och Sint Eustatius – har status som särskilda kommuner (bijzondere gemeenten) i Nederländerna, utanför någon särskild provins, och utgör sedan 2010 tillsammans Karibiska Nederländerna.

## Geografi

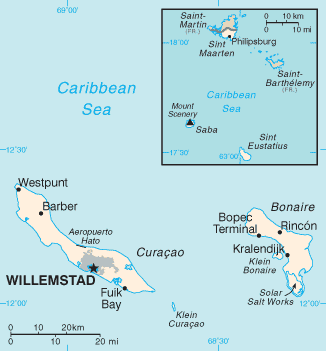
Nederländska Antillerna

Nederländska Antillerna bestod av öar i två ögrupper:
1. Öarna under vinden
  - Aruba (tillhörde området geografiskt men var förvaltningsmässigt en oberoende enhet)
  - Bonaire
  - Curaçao
2. Öarna över vinden
  - Saba
  - Sint Eustatius
  - Sint Maarten

## Historia
Nederländska Antillerna koloniserades av Nederländerna på 1600-talet och var ett centrum för slavhandel. Slaveriet avskaffades 1863. 
1954 blev öarna ett eget autonomt område inom Nederländerna.
1986 blev Aruba ett eget autonomt område inom Nederländerna och politiskt fristående från Nederländska Antillerna.

## Ekonomi
Turism, oljeraffinering och finansiering är stöttepelarna i denna lilla ekonomi som är nära knuten till omvärlden. Öarna har en hög inkomst per capita och en väl utbyggd infrastruktur jämfört med andra länder i regionen. Större delen av oljan importeras från Venezuela för raffinering. Nästan alla konsumtions- och kapitalvaror är importerade. USA, Italien och Mexiko är de största leverantörerna. Magra jordar och otillräcklig vattenförsörjning hindrar utvecklingen av jordbruket. Budgetmässiga problem hindrar reformer av hälso- och pensionssystemen för en åldrande befolkning. Nederländerna ger ekonomiskt stöd för att stödja ekonomin.